# 7122 Iwasaki
A 7122 Iwasaki (ideiglenes jelöléssel 1989 EN2) a Naprendszer kisbolygóövében található aszteroida. Endate Kin,  Vatanabe Kazuró fedezte fel 1989. március 12-én.